# Mireille Lagacé
 (décembre 2022).
Mireille Lagacé, née Mireille Bégin le 8 juin 1935 à Saint-Jérôme, est une claveciniste, pianiste, organiste, chef d'orchestre et pédagogue québécoise. 

## Biographie
Mireille Lagacé a d’abord étudié le piano avec Germaine Malépart, l’orgue avec Conrad Letendre et l’écriture musicale avec Gabriel Cusson. On la retrouve avec Anton Heiller, à Vienne, grâce à une bourse reçue du gouvernement du Québec en 1956. Ce fut ensuite le clavecin à Paris avec Kenneth Gilbert, une sommité dans le domaine au moment de la renaissance de l’instrument dans les années cinquante. Elle poursuivit à Montréal ses études d’orgue et de clavecin avec pour professeur, son mari Bernard Lagacé. En parallèle elle participe aux activités d’Ars Organi, un groupe voué à la diffusion de la musique baroque pour orgue sur instruments à traction mécanique.
Suit la période des trophées et présences qui lui ont valu des prix internationaux ou des mentions honorables entre 1959 et 1965, à Montréal, à Munich et à Genève. Elle fonde alors l’ensemble « Couperin-Le Grand » consacré à la musique de chambre baroque.
Mireille Lagacé devient professeur de clavecin à l’Université de Montréal, puis d’orgue à Boston durant les années 1970, au New England Conservatory of Music. Elle entame en même temps une carrière de soliste au clavecin et à l’orgue qui reçoit la reconnaissance internationale pour le grand art de ses prestations, sa justesse d’interprétation, sa finesse, sa sensibilité, son goût assuré. Elle participe aussi à des concerts de musique baroque en assurant le continuo au positif ou au clavecin dans des tournées soient-elles américaines ou européennes.
Depuis 1973, elle occupe un poste de professeur de musique baroque et de clavecin au Conservatoire de musique de Montréal.
Des œuvres lui ont été dédiées. Jean Papineau-Couture a écrit Dyarchie pour clavecin, qu’elle créa à Boston en 1971. Dix ans plus tard, c’est le com,positeur Jean Lesage qui lui dédie Thanatopsis.
Elle a commencé en 1988 des récitals de fortepiano. À Montréal en 1989, elle rendra une interprétation remarquable des Variations Goldberg (BWV 988) au clavecin, à l’église Erskine and American United.
De son union avec Bernard Lagacé, Mireille Lagacé a donné naissance aux jumelles Geneviève et Isolde, et à deux fils, Éric et Olivier. Le premier, poursuit une carrière de musicien classique et de jazz à la contrebasse. Geneviève Soly, s’intéresse surtout à la musique de clavecin et d’orgue et a récemment découvert des partitions inédites de Christoph Graupner enfouies dans les bibliothèques de l'université Yale; elle a fondé en 1987 et dirige depuis la société de concerts « Les Idées Heureuses ». L’autre jumelle, Isolde Lagacé a été directrice du Conservatoire de musique de Montréal de juin 2000 à avril 2007.

## Honneurs
- 1959 : Premier prix au Concours d'orgue John-Robb[1]
- 1962 : Lauréate du Concours international de Munich pour l'orgue[1]
- 1965 : Lauréate du Concours international de Genève pour l'orgue et le clavecin[1]

- 1977 : Prix Victor-Martyn-Lynch-Staunton[1]

## Discographie
On peut trouver sur disque ses interprétations de Bach, Buxtehude, Telemann, Rameau ou encore Corelli et Scarlatti, entre autres, tant au clavecin qu’à l’orgue.